# Quelle époque ! (émission de télévision)
Pour les articles homonymes, voir Quelle époque !.
Quelle époque ! est une émission française de talk-show diffusée sur France 2 le samedi en deuxième partie de soirée, aux alentours de 23h10. Léa Salamé est la présentatrice de cette émission, avec comme invité permanent Christophe Dechavanne.

## Présentation de l'émission

### Historique et concept
À la suite de la décision de Laurent Ruquier d'arrêter l'émission On est en direct, la chaine France 2 propose à Léa Salamé (avec qui il a coprésenté On est en direct la saison précédente) de reprendre la case de la deuxième partie de soirée du samedi.
L'émission se veut être un reflet de l'époque tout en interrogeant la société actuelle.

### Format
Autour de la table, ce sont environ huit personnalités qui sont invitées. L'actualité culturelle, politique et médiatique y est abordée en compagnie d'artistes, polémistes, intellectuels, sportifs, politiques, nouveaux talents et influenceurs.
L'émission est enregistrée le vendredi soir, pour une diffusion à l'antenne le samedi soir.

### Particularités
Durant les Jeux olympiques et paralympiques de 2024 à Paris, l'émission est renommée Quels Jeux ! et bascule sur un format quotidien,.
Le titre de l'émission est inspiré de la chanson d'Orelsan, Du propre, extraite de son album Civilisation.

### Production
Les deux sociétés produisant l'émission sont "Winter Productions" (du journaliste Hugo Clément, associé à Régis Lamanna-Rodat) et "Marinca productions" que Léa Salamé pilote elle-même.

## Intervenants
- Christophe Dechavanne, chroniqueur, anime la rubrique Quelques minutes pour quelques questions (QMQQ). 
(Saison 1-3)
- Philippe Caverivière, humoriste, intervient lors des séquences du Phil' pol et du Phil' actu pour faire des chroniques humoristiques.
- Paul de Saint Sernin, humoriste, intervient durant l'émission depuis le public de l'émission.
- Camille Aumont Carnel, anime la chronique "Sex Club" en fin d'émission. 
(Saison 1, émissions 1, 2 et 5)
- Charlotte Dhenaux, intervenante en faisant un petit sketch, généralement en chanson, en interagissant avec un invité en cours d'émission. Son intervention se conclut avec un selfie avec l'invité.

## Rubriques
- L'invité de minuit : Chaque samedi vers minuit, Léa Salamé reçoit un homme ou une femme politique qui fait l'actualité.
- Quelques minutes pour quelques questions (QMQQ) : Rubrique durant laquelle Christophe Dechavanne reçoit pendant quelques minutes un invité étonnant.
- Le Phil' Pol : Chronique humoristique de Philippe Caverivière, sur les sujets d'actualité politique.
- Le Phil' Actu : Chronique humoristique de Philippe Caverivière, sur les sujets d'actualité people.

## Réception critique
La presse se montre plusieurs fois critique à l'égard de l'émission, lui reprochant de véhiculer des propos misogynes, racistes ou transphobes. Dans Le Monde, Christophe Dechavanne y est décrit comme « la figure du « boomeur » de plateau, un archétype dont le rôle consiste à être congénitalement à côté de la plaque pour susciter l’indignation 2.0 », chargé de délivrer des plaisanteries douteuses et datées (« blague sur les juifs radins en imitant l’accent yiddish, insinuation à visées drolatiques sur Léa Salamé qui aurait « couché » pour avoir Mélenchon comme invité, remarques sur le physique »). Même sentiment pour Télérama, qui critique Devachanne et ses « vannes de tonton ». L'hebdomadaire relève plusieurs épisodes malaisants, comme l'échange sur la transidentité entre Marie Cau et Dora Moutot, « d’une violence rare » à l'égard de la première maire transgenre de France, mais aussi la complaisance à l'égard d'Éric Zemmour et ses thèses ou encore l'entre-soi qui se dégage de certaines séquences centrées sur d'anciennes gloires de la télévision. Louise Aubery, alias MyBetterSelf, invitée sur le plateau à l'hiver 2023, a exprimé ne pas avoir aimé cette expérience télévisée, univers « toxique », où tout le monde joue à « faire son intéressant » comme à l'époque du « collège ». Elle a néanmoins du respect pour la journaliste, présentatrice, Léa Salamé, qu'elle a également eu l'occasion d'interviewer en podcast (univers qu'elle apprécie davantage). L'émission est également critiquée pour avoir reçu le tueur en série Charles Sobhraj.

## Bande sonore
- Stiff Upper Lip par AC/DC – Entrée sur plateau de Christophe Dechavanne
- Plata o Plomo (Remix) par Angelo Puccio – Présentation de Paul de Saint Sernin
- September par Earth, Wind & Fire – Entrée sur plateau des invités
- Gettin' Jiggy Wit It par Will Smith – Entrée sur plateau des invités
- $165 Million + Interest (Intro) The Round Up par David Holmes – Entrée sur plateau des invités
- Thriller par Michael Jackson – Entrée sur plateau de l'Invité de minuit
- Crank That (Soulja Boy) par Soulja Boy Tell 'Em – Introduction et entrée sur plateau de l'invité du QMQQ
- Streets Favorite par Capone – Désannonce des invités, entrées et sorties sur plateau de Philippe Caverivière
- Robot Rock par Daft Punk – Désannonce invités
- A Far L'amore Comincia Tu par Raffaella Carrà – Entrée sur plateau de Camille Aumont Carnel
- Hot In Herre par Nelly – Entrée sur plateau de Camille Aumont Carnel
- HAINE&SEX par Gazo
- Run the World (Girls) par Beyoncé
- Still D.R.E. (feat. Snoop Dogg) par Dr. Dre
- Come Closer par Guts
- Okay Okay par Pino D'Angiò – entrée sur plateau de Charlotte Dhenaux

## Saison 1 (2022-2023)

### Invités et audiences
| Invités de la saison 1 | Invités de la saison 1 | Invités de la saison 1 | Invités de la saison 1    | Invités de la saison 1 | Invités de la saison 1 |
| No                     | Date de diffusion      | Invités | Audience moyenne          | Audience moyenne       | Réfs.                  |
| No                     | Date de diffusion      | Invités | Nombre de téléspectateurs | Part de marché         | Réfs.                  |
| ---------------------- | ---------------------- | --- | ------------------------- | ---------------------- | ---------------------- |
| 1                      | 24 septembre 2022      | - Jean-Luc Mélenchon - Nicky Doll - Marco Mouly - Yann Moix - Laurence Ferrari - Jean-Paul Rouve - Cindy Bruna - Père Mathieu | 1 100 000                 | 17,4 %                 | [ 10 ]                 |
| 2                      | 1er octobre 2022       | - Rachida Dati - Magali Berdah - Patrick Timsit - Christophe Ono-dit-Biot - Ciryl Gane - Sarah Marx - L'équipe de France sénior de natation synchronisée                                                                                             | 940 000                   | 13 %                   | [ 11 ]                 |
| 3                      | 8 octobre 2022         | - Sandrine Rousseau - Michel Cymes - Tibo InShape - David Aguilar - Rebecca Zlotowski - Luz | 926 000                   | 12,5 %                 | [ 12 ]                 |
| 4                      | 15 octobre 2022        | - Gabriel Attal - Elsa Zylberstein - Fabrice Arfi - Marie Cau - Jérémy Ferrari - Dora Moutot - Julien Meimon | 1 010 000                 | 13,6 %                 | [ 13 ]                 |
| 5                      | 22 octobre 2022        | - François Hollande - Caroline Fourest - Sébastien Thoen - Paul El Kharrat - Emmanuelle Seigner - François Lenglet | 1 080 000                 | 15 %                   | [ 14 ]                 |
| 6                      | 29 octobre 2022        | - Nicolas Bedos - François Cluzet - Nadine Morano - Doully - Ragnar Le Breton - Franz-Olivier Giesbert - Les tatoueurs Dodie et Tin-Tin | 1 180 000                 | 18,6 %                 | [ 15 ]                 |
| 7                      | 5 novembre 2022        | - Monica Bellucci - Gad Elmaleh - Clémentine Autain - Frédéric Lenoir - Sofiane Pamart - Flora Nicol | 1 120 000                 | 12,5 %                 | [ 16 ]                 |
| 8                      | 12 novembre 2022       | - Dany Leprince - Nikita Bellucci - Ana Girardot - Anissa Bonnefont - Claire Nouvian - Mathias Wargon - Fabrice Éboué - Olivier Morice | 1 230 000                 | 14,1 %                 | [ 17 ]                 |
| 9                      | 19 novembre 2022       | - Michel Drucker - Faustine Bollaert - Chicandier - Olivier Véran - Negar Haeri - Yasin Hansye - Guillaume Auda | 1 080 000                 | 16,4 %                 | [ 18 ]                 |
| 10                     | 10 décembre 2022       | - Laeticia Hallyday - JoeyStarr - Bilal Hassani - Clément Beaune - Philippine Leroy-Beaulieu | 1 050 000                 | 14,6 %                 | [ 19 ]                 |
| 11                     | 17 décembre 2022       | - Vincent Lacoste - Sandrine Kiberlain - Fred Musa - Philippe Tournon - Maryse Burgot - Jordan Bardella - Les Gaillards - Julie de Bona | 944 000                   | 12 %                   | [ 20 ]                 |
| 12                     | 7 janvier 2023         | - François Ruffin - Indira Ampiot - Alex Vizorek - Louise Aubery - Jean-Luc Reichmann - Périco Légasse - Jérémy Ferrer | 1 040 000                 | 18,5 %                 | [ 21 ]                 |
| 13                     | 14 janvier 2023        | - Daniel Cohn-Bendit - Christiane Taubira - Jean-Pascal Zadi - Rosa Bursztein - Stéphane Tapie - Sophie Davant | 1 230 000                 | 17,2 %                 | [ 22 ]                 |
| 14                     | 21 janvier 2023        | - Roselyne Bachelot - Maxime Chattam - Bérénice Bejo - Michel Hazanavicius - Dominique Seux - Thomas Porcher - Neila Moore - SDM - Youssouf Fofana                                                                                                   | 1 150 000                 | 19,4 %                 | [ 23 ]                 |
| 15                     | 28 janvier 2023        | - Natacha Polony - Raphaël Enthoven - Mathieu Bock-Côté - Ruth Elkrief - Benjamin Duhamel - Pablo Pillaud-Vivien - Charles Consigny - Ahmed Sylla - Stéphane Bak - Noémie Sylberg                                                                    | 1 150 000                 | 15,2 %                 | [ 24 ]                 |
| 16                     | 4 février 2023         | - Marlène Schiappa - Marion Maréchal - Alain Marschall - Olivier Truchot - Philippe Besson - Waly Dia - Justine Dupont | 1 050 000                 | 17,7 %                 | [ 25 ]                 |
| 17                     | 11 février 2023        | - Michaël Zemmour - Dominique Seux - Cyril Féraud - Isabelle Coutant-Peyre - Élise Goldfarb - Julia Layani - Clémentine Célarié - Dominique de Villepin - Florent Dabadie - Philippe Lacheau - Élodie Fontan - Jean-Charles Deniau - Charles Sobhraj | 1 200 000                 | 15,5 %                 | [ 26 ]                 |
| 18                     | 18 février 2023        | - Kev Adams - Clara Luciani - Julia Vignali - André Manoukian - Bernard Henri-Lévy - Lisa Demma - Philippe Jaenada - Mariana Laprie - Muriel Melki                                                                                                   | 1 130 000                 | 18,3 %                 | [ 27 ]                 |
| 19                     | 25 février 2023        | - Yann Moix - Michaël Youn - Évelyne Dhéliat - Philippe Croizon - Monsieur Pof - Pierre Servent - Stéphane Guillon | 1 410 000                 | 18,6 %                 | [ 28 ]                 |
| 20                     | 11 mars 2023           | - Élise Lucet - Sonia Mabrouk - Solène Chalvon-Fioriti - Crazy Sally - Daniel Riolo - Nathalie Saint-Cricq - Jean Viard - Brice Teinturier - Thomas Legrand                                                                                          | 1 260 000                 | 18,2 %                 | [ 29 ]                 |
| 21                     | 18 mars 2023           | - Pierre Lescure - Michel Denisot - Patrick Bruel - Benjamin Duhamel - Jean-Michel Aphatie - Anne Rosencher - Éric Zemmour | 1 320 000                 | 20,7 %                 | [ 30 ]                 |
| 22                     | 25 mars 2023           | - Vincent Lagaf' - Laure Calamy - Tristan Waleckx - Violette d'Urso - Enrico Macias - Olivier Véran | 1 290 000                 | 21,3 %                 | [ 31 ]                 |
| 23                     | 1er avril 2023         | - Anne Sinclair - Éric Antoine - Xavier de Moulins - Jeanne Herry - Camila Pinzón - Élodie Bouchez | 1 380 000                 | 22,4 %                 | [ 32 ]                 |
| 24                     | 8 avril 2023           | - Arnaud Ducret - Bruce Toussaint - Nawell Madani - Dimitri Rassam - Laurent Berger - Margaux Cassan | 1 400 000                 | 17,7 %                 | [ 33 ]                 |
| 25                     | 15 avril 2023          | - Alain Duhamel - Frédéric Beigbeder - Nicolas Philibert - Isabelle Carré - Jean-Luc Lemoine - Sarah Barukh - Dany Boon | 1 590 000                 | 17,9 %                 | [ 34 ]                 |
| 26                     | 22 avril 2023          | - Daniel Auteuil - Tony Parker - David Ginola - Christine Ockrent - Victoria Bedos - Vanessa Montalbano | 1 360 000                 | 16,8 %                 | [ 35 ]                 |
| 27                     | 29 avril 2023          | - Éric Naulleau - Cécile Duflot - Jean-Michel Aphatie - Sonia Mabrouk - Ludovic Vigogne - Anne Rosencher - Darius Rochebin - Christophe Barbier - Jean Massiet - Frédéric Dabi - Bernard Guetta                                                      | 1 400 000                 | 21,5 %                 | [ 36 ]                 |
| 28                     | 6 mai 2023             | - Manu Payet - Marianne James - Corinne Masiero - Vincent Chalembert - Alain Bauer - Hugo Micheron - Joël Bouraïma | 1 150 000                 | 18,7 %                 | [ 37 ]                 |
| 29                     | 20 mai 2023            | - Basile Boli - Mathieu Madénian - Camille Combal - Alice Pol - Frédéric Hazan - Bruno Le Maire - Wahiba Gallart - Pone - Manuel Ferrara | 1 060 000                 | 18,4 %                 | [ 38 ]                 |
| 30                     | 27 mai 2023            | - Gims - Rima Abdul-Malak - Amélie Mauresmo - Ibrahim Maalouf - Michel Denisot - Thomas Langmann - Félix Marquardt | 840 000                   | 14,1 %                 | [ 39 ]                 |
| 31                     | 3 juin 2023            | - Apolline de Malherbe - Ramzy Bedia - Franck Gastambide - Adriana Karembeu - Fabien Olicard - Pierre Amaury Crespeau - Nicky Champa - Éric Dupond-Moretti                                                                                           | 1 080 000                 | 18,8 %                 | [ 40 ]                 |
| 32                     | 10 juin 2023           | - Aymeric Caron - Nikos Aliagas - Roselyne Bachelot - Chloé Nabédian - Amélie de Bourbon-Parme - Heïdi Sevestre | 1 150 000                 | 20,1 %                 | [ 41 ]                 |
| 33                     | 17 juin 2023           | - Daphné Bürki - Les Queens de Drag Race France - Thierry Ardisson - Philippe Corti - Lucie Carrasco - Negar Haeri - Audrey Crespo-Mara - Julie Gayet                                                                                                | 1 120 000                 | 20 %                   | [ 42 ]                 |
| 34                     | 24 juin 2023           | - Christophe Dechavanne - Patrice Carmouze - Philippe Caverivière - Bertrand Chameroy - Valérie Damidot - Klek Entos - Yannick Alléno | 698 000                   | 14,4 %                 | [ 43 ]                 |

Légende :
- Plus hauts chiffres d'audience
- Plus bas chiffres d'audience

## Saison 2 (2023-2024)

### Invités et audiences
| Invités de la saison 2 | Invités de la saison 2 | Invités de la saison 2 | Invités de la saison 2    | Invités de la saison 2 | Invités de la saison 2 |
| No                     | Date de diffusion      | Invités | Audience moyenne          | Audience moyenne       | Réfs.                  |
| No                     | Date de diffusion      | Invités | Nombre de téléspectateurs | Part de marché         | Réfs.                  |
| ---------------------- | ---------------------- | --- | ------------------------- | ---------------------- | ---------------------- |
| 1                      | 9 septembre 2023       | - Gérald Darmanin - Kad Merad - Jacques Weber - Aurélie Casse - Eva Ionesco - Jonathan Cohen - Bruno Ginesty                                                                                | 875 000                   | 19,4 %                 | [ 44 ]                 |
| 2                      | 16 septembre 2023      | - Muriel Robin - Pierre Arditi - Thomas Piketty - Julia Cagé - Dadju - Victoria Dauberville - Mathieu Forget - Alain Juppé                                                                  | 1 070 000                 | 21 %                   | [ 45 ]                 |
| 3                      | 23 septembre 2023      | - Luc Besson - Franck Dubosc - Jacquemus - Théo Curin - Maud Pruvost - Hélène Gateau | 1 050 000                 | 17,9 %                 | [ 46 ]                 |
| 4                      | 30 septembre 2023      | - Pascal Obispo - Fabien Roussel - Zahia Dehar - Sophia Aram - Yann Moix | 1 060 000                 | 21 %                   | [ 47 ]                 |
| 5                      | 7 octobre 2023         | - Benjamin Castaldi - Mathilde Seigner - Cédric Doumbè - Bruno Patino - Alain Duhamel - Carine Roitfeld                                                                                     | 879 000                   | 17,1 %                 | [ 48 ]                 |
| 6                      | 14 octobre 2023        | - Édouard Philippe - Gilles Kepel - Philippe Lellouche - Guillaume Auda - Laurence Haïm - Laurent Dagenais - Estelle Denis - Gérard Miller                                                  | 1 510 000                 | 21 %                   | [ 49 ]                 |
| 7                      | 21 octobre 2023        | - François Hollande - Caroline Fourest - Matthieu Pigasse - Nathalie Saint-Cricq - Hugo Micheron - Éric Brunet - Yann Bouvier                                                               | 1 130 000                 | 20,3 %                 | [ 50 ]                 |
| 8                      | 28 octobre 2023        | - Nagui - Benjamin Lavernhe - Bruno Solo - Clara Morgane - Stéphane Allix - François-Xavier Ménage - Gérard Araud - François-Xavier Bustillo                                                | 1 350 000                 | 17,2 %                 | [ 51 ]                 |
| 9                      | 11 novembre 2023       | - Gérard Jugnot - Kev Adams - Alessandra Sublet - Cirque du Soleil - Florent Manaudou - Agnès Vahramian - Camille Aumont Carnel                                                             | 1 380 000                 | 22,7 %                 | [ 52 ]                 |
| 10                     | 18 novembre 2023       | - Florent Pagny - Valérie Lemercier - Messmer - Alix Poisson - Jean-Xavier de Lestrade - Jacques Attali - Alain Minc - Sadeck Berrabah                                                      | 1 450 000                 | 25,6 %                 | [ 53 ]                 |
| 11                     | 25 novembre 2023       | - Karine Le Marchand - Stéphane Bern - Hélène Ségara - Eddy de Pretto - Alex Vizorek | 1 430 000                 | 21,1 %                 | [ 54 ]                 |
| 12                     | 2 décembre 2023        | - Franz-Olivier Giesbert - Natacha Polony - Benjamin Duhamel - Ruth Elkrief - Bruno Jeudy - Anna Cabana - Jean-Baptiste Marteau - Brice Teinturier - Pablo Pillaud-Vivien - Camille Vigogne | 1 230 000                 | 19 %                   | [ 55 ]                 |
| 13                     | 16 décembre 2023       | - Éric Dupond-Moretti - Vianney - Jeff Panacloc - Xavier Niel - Sébastien Thoen - Pascale Arbillot - Hannah Levin Seiderman - Esther Abrami                                                 | 1 030 000                 | 10,8 %                 | [ 56 ]                 |
| 14                     | 23 décembre 2023       | - Jade & Joy Hallyday - Ève Gilles - Judith Godrèche - Laura Laune - Thomas Jolly - Jérôme Fourquet - Nina Métayer                                                                          | 1 220 000                 | 20,5 %                 | [ 57 ]                 |
| 15                     | 13 janvier 2024        | - Michel Drucker - Flavie Flament - Thomas Sotto - Marie Portolano - Abnousse Shalmani - Jessie Inchauspé - Brice Teinturier - Nicolas Beytout - Olivier Beaumont                           | 1 210 000                 | 17 %                   | [ 58 ]                 |
| 16                     | 20 janvier 2024        | - Yvan Attal - Sonia Rolland - Pauline Desmonts - Marc Simoncini - Raphaël Enthoven - Apolline de Malherbe - Jean-Dominique Merchet                                                         | 1 200 000                 | 19,4 %                 | [ 59 ]                 |
| 17                     | 27 janvier 2024        | - Faustine Bollaert - Redouane Bougheraba - Joyce Jonathan - Laurie Darmon - Frédéric Saldmann - Gérald Bronner - Gérard Davet - Fabrice Lhomme                                             | 1 160 000                 | 15,2 %                 | [ 60 ]                 |
| 18                     | 3 février 2024         | - Gérard Larcher - Pierre Arditi - Helena Noguerra - Jimmy Mohamed - Cyril Féraud - Marie s'infiltre                                                                                        | 1 580 000                 | 16,1 %                 | [ 61 ]                 |
| 19                     | 10 février 2024        | - Isabelle Mergault - Jean-Luc Reichmann - Laurent Lafitte - Alexandre Kominek - Angèle Marrey - Ève Simonet - Patrice Duhamel - Douchka Volaric                                            | 1 460 000                 | 16,2 %                 | [ 62 ]                 |
| 20                     | 24 février 2024        | - François-Marie Banier - Teddy Riner - Patrick Timsit - Michèle Laroque - Iris Mittenaere - Diego El Glaoui - Pavlo et Viktoriya Matyusha                                                  | 1 270 000                 | 21,5 %                 | [ 63 ]                 |
| 21                     | 2 mars 2024            | - Sylvie Vartan - Jérémy Ferrari - Brigitte Fossey - Darius Rochebin - Théo Ould - Delphine Serreau                                                                                         | 1 380 000                 | 21,6 %                 | [ 64 ]                 |
| 22                     | 9 mars 2024            | - Christine Dupont de Ligonnès - Bertram de Verdun - Philippe Etchebest - Patrick Fiori - Marie-Claude Pietragalla - Nicolas Conquer - Melissa Bell - Aurélien Lejeune                      | 1 270 000                 | 22,9 %                 | [ 65 ]                 |
| 23                     | 16 mars 2024           | - Amanda Lear - Jean-Paul Gaultier - Booder - Jean-Marc Dumontet - Emmanuel Perrotin - Charlotte Lemay                                                                                      | 1 290 000                 | 20,7 %                 | [ 66 ]                 |
| 24                     | 23 mars 2024           | - Lara Fabian - Christine Angot - Caroline Receveur - Zoé Clauzure - Natacha Polony - Bernard Henri-Lévy                                                                                    | 883 000                   | 20,1 %                 | [ 67 ]                 |
| 25                     | 30 mars 2024           | - Anthony Delon - Samuel Le Bihan - Vahina Giocante - François Sureau - Alain Bauer | 1 090 000                 | 19,5 %                 | [ 68 ]                 |
| 26                     | 6 avril 2024           | - Denis Brogniart - Tony Estanguet - Raphaëlle Bacqué - Véronika Loubry - Matthieu Lartot - Alexis Jandard - Piche                                                                          | 1 240 000                 | 21,9 %                 | [ 69 ]                 |
| 27                     | 20 avril 2024          | - Nicoletta - Anne Parillaud - K. Maro - Depielo - Solène Chalvon-Fioriti - Hélène Sussman - Ronald Virag                                                                                   | 1 230 000                 | 23,3 %                 | [ 70 ]                 |
| 28                     | 27 avril 2024          | - Artus - Claire Chazal - Hervé Mathoux - Laure Boulleau - Wim Hof - Claude Atcher | 1 060 000                 | 19,5 %                 | [ 71 ]                 |
| 29                     | 4 mai 2024             | - Adriana Karembeu - Cristina Córdula - Maïtena Biraben - Hakim Jemili - Gérald Kierzek - Caroline Vigneaux - Sœur Albertine                                                                | 1 290 000                 | 22,6 %                 | [ 72 ]                 |
| 30                     | 18 mai 2024            | - Francis Ford Coppola - Pierre-Antoine Capton - Pierre Lescure - Agathe Riedinger - Malou Khebizi - Jean Imbert - Fémi The Scorpion                                                        | 974 000                   | 18,5 %                 | [ 73 ]                 |
| 31                     | 25 mai 2024            | - Arielle Dombasle - Laurent Luyat - Gérard Holtz - Nantenin Keïta - Vincent Gautronneau - Jean-Michel Décugis - Nadège Erika - Waxx                                                        | 886 000                   | 19,2 %                 | [ 74 ]                 |
| 32                     | 1er juin 2024          | - Jacques Séguéla - Julian Bugier - Maryse Burgot - Michelle Dayan - Jeanne Damas - Arnaud Valois - Yanns - Olivier Goy                                                                     | 1 050 000                 | 19,9 %                 | [ 75 ]                 |
| 33                     | 15 juin 2024           | - Matthieu Chedid - Thibault Cauvin - Dany Boon - Laurence Arné - Tomer Sisley - Bérénice Bejo - Agustín Galiana - Gaël Tchakaloff                                                          | 1 220 000                 | 19,6 %                 | [ 76 ]                 |

Légende :
- Plus hauts chiffres d'audience
- Plus bas chiffres d'audience

## Saison 3 (2024-2025)

### Invités et audiences
| Invités de la saison 3 | Invités de la saison 3 | Invités de la saison 3 | Invités de la saison 3    | Invités de la saison 3 | Invités de la saison 3 |
| No                     | Date de diffusion      | Invités | Audience moyenne          | Audience moyenne       | Réfs.                  |
| No                     | Date de diffusion      | Invités | Nombre de téléspectateurs | Part de marché         | Réfs.                  |
| ---------------------- | ---------------------- | --- | ------------------------- | ---------------------- | ---------------------- |
| 1                      | 21 septembre 2024      | - Flavie Flament - Julien Arnaud - Arthur - Sonia Mabrouk - Caroline Fourest - Tony Estanguet - Charli & Evan - Fémi The Scorpion - Aurélie Aubert                                                                               | 1 080 000                 | 21 %                   | [ 77 ]                 |
| 2                      | 28 septembre 2024      | - Isabelle Nanty - Lucien Jean-Baptiste - François-Xavier Demaison - Patrick Timsit - Victor Belmondo - Théo Christine - Swann Périssé - Alain Robert - Rym Momtaz - Karine Makari                                               | 1 130 000                 | 19 %                   | [ 78 ]                 |
| 3                      | 5 octobre 2024         | - Jean-Pierre Foucault - Dimitri Pavadé - Béatrice Dalle - Roman Kolinka - Valérie Trierweiler - Constance Vergara - Rym Momtaz - Kamel Daoud - Le Club France Football P.P.T - Vincent Lemire                                   | 1 240 000                 | 23,2 %                 | [ 79 ]                 |
| 4                      | 12 octobre 2024        | - Adèle Exarchopoulos - François Civil - Gilles Lellouche - Michaël Youn - Barbara Schulz - Alain Marschall - Olivier Truchot - Hélène Rollès - Werenoi - Jean-Michel Décugis - Vincent Gautronneau                              | 1 130 000                 | 18,4 %                 | [ 80 ]                 |
| 5                      | 19 octobre 2024        | - David Hallyday - Nagui - Roselyne Bachelot - Hassan Guerrar - Karim Bouamrane - Jérémy Nicollin | 1 310 000                 | 21,6 %                 | [ 81 ]                 |
| 6                      | 26 octobre 2024        | - Zaho de Sagazan - Michel Fugain - Alexia Laroche-Joubert - Anaïde Rozam - Marie Colomb - Laurent Gerra - Sébastien Lecornu - Matthieu Jasseron - Francis Ngannou                                                               | 1 300 000                 | 21,4 %                 | [ 82 ]                 |
| 7                      | 9 novembre 2024        | - Aël Pagny - Jordan Bardella - François Ruffin - Louisa Hareb - Sarah Saldmann - Maryse Burgot - Thomas Snégaroff - Gaspard G - Florent Peyre                                                                                   | 1 190 000                 | 22,2 %                 | [ 83 ]                 |
| 8                      | 16 novembre 2024       | - Michel Denisot - François Hollande - Pablo Mira - Nikola Karabatic - Luka Karabatic - Élise Lucet - Pauline Déroulède | 1 410 000                 | 23,5 %                 | [ 84 ]                 |
| 9                      | 23 novembre 2024       | - Lorànt Deutsch - Sébastien Thoen - Élisabeth Borne - Michel Hazanavicius - Dominique de Villepin - Lucky Love - Ludovic Boukherma - Zoran Boukherma                                                                            | 1 260 000                 | 21,5 %                 | [ 85 ]                 |
| 10                     | 7 décembre 2024        | - Sylvain Tesson - Roselyne Bachelot - Jérôme Fourquet - Jean-Charles de Castelbajac - Inès Mathieu - Michaël Canitrot - Olivier Guez - Olivier Latry - Philippe Villeneuve - Régis Mathieu - Sœur Albertine - Fabrice d'Almeida | 1 580 000                 | 20,7 %                 | [ 86 ]                 |
| 11                     | 21 décembre 2024       | - Gad Elmaleh - Audrey Fleurot - Thierry Lhermitte - Nawell Madani - Redouane Bougheraba - Jérôme Le Banner - Frédéric Lenoir - Lamya Essemlali - Paul Watson - Hanna Assouline                                                  | 1 230 000                 | 22,4 %                 | [ 87 ]                 |
| 12                     | 4 janvier 2025         | - Jenifer - Jérémy Ferrari - Arnaud Tsamere - Baptiste Lecaplain - Valentin Noyon - Angélique Angarni-Filopon - Jacques Weber | 1 250 000                 | 17,8 %                 | [ 88 ]                 |
| 13                     | 11 janvier 2025        | - Alix Bouilhaguet - Asma Mhalla - Charles Consigny - Brice Teinturier - Darius Rochebin - David Djaïz - Laurence Haïm - Jean-Michel Aphatie - Melissa Bell - Pablo Pillaud-Vivien - Yann Moix - Sonia Mabrouk                   | 1 150 000                 | 17,7 %                 | [ 89 ]                 |
| 14                     | 18 janvier 2025        | - Thierry Breton - Vincent Lagaf' - Stéphane De Groodt - Clotilde Courau - Christine Ockrent - Charline Vanhoenacker - Fatou Guinea - Alain Aspect - Charlie Dalin                                                               | 1 230 000                 | 19,4 %                 | [ 90 ]                 |
| 15                     | 25 janvier 2025        | - François Cluzet - Michèle Bernier - Franck Dubosc - Ginette Kolinka - Esther Sénot - Jean-Noël Barrot - Donovan Haessy - Percujam                                                                                              | 1 080 000                 | 15,9 %                 | [ 91 ]                 |
| 16                     | 1er février 2025       | - Jean-Paul Rouve - Victoria Abril - Éric Dupond-Moretti - Philippe Lellouche - Évelyne Dhéliat - Jimmy Mohamed - Elsa Levy - Lydia Hadjara - Elena Nagapetyan                                                                   | 1 320 000                 | 22,3 %                 | [ 92 ]                 |
| 17                     | 8 février 2025         | - Marina Foïs - Marc Lavoine - Santa - Hugues Aufray - Benjamin Tranié - Nathalie Iannetta - Édith Lemay - Michaël Jeremiasz - Guillaume Erner - Roberto Saviano                                                                 | 986 000                   | 20,9 %                 | [ 93 ]                 |
| 18                     | 15 février 2025        | - Kyan Khojandi - Michèle Laroque - David Foenkinos - Anne Roumanoff - Violette Dorange | 1 170 000                 | 15,3 %                 | [ 94 ]                 |
| 19                     | 1er mars 2025          | - Fabrice Luchini - Barbara Schulz - David Pujadas - Élodie Poux - Gérard Araud - Benoît Salmon - Ryan Malcolm - Phindile Ndlovu                                                                                                 | 1 350 000                 | 23,8 %                 | [ 95 ]                 |
| 20                     | 8 mars 2025            | - Caroline Darian - Karine Le Marchand - Gérald Darmanin - Joël Dicker - Cyril Féraud - Laurent Luyat - Thierry Cotillard | 1 300 000                 | 23,9 %                 | [ 96 ]                 |
| 21                     | 15 mars 2025           | - Christine Angot - Jean-Luc Reichmann - Émilien - Chantal Goya - Sébastien Meyer - Arnaud Vaillant - Nora T. Lamontagne | 1 390 000                 | 27,7 %                 | [ 97 ]                 |
| 22                     | 22 mars 2025           | - Pierre Arditi - Françoise Fabian - Léonard Lasry - Aliocha Schneider - Jonathan Anguelov - Victor Castanet - Chico and the Gypsies                                                                                             | 986 000                   | 19,6 %                 | [ 98 ]                 |
| 23                     | 29 mars 2025           | - Alex Lutz - Golshifteh Farahani - Antoine de Caunes - Caroline Delage - Bernard Montiel - Philippe Gloaguen - Freaky Hoody - En Passant                                                                                        | 1 220 000                 | 26 %                   | [ 99 ]                 |
| 24                     | 5 avril 2025           | - Michel Drucker - Nicolas Demorand - Daniel Cohn-Bendit - Larusso - Sabrina Salerno - GuiHome | 1 280 000                 | 25 %                   | [ 100 ]                |
| 25                     | 12 avril 2025          | - Louane - Garou - Nine d'Urso - Laurent Baffie - Oleksandra Matviïtchouk - James Ellroy - Yoann Offredo | 1 370 000                 | 26,5 %                 | [ 101 ]                |
| 26                     | 26 avril 2025          | - Sofiane Zermani - Melvil Poupaud - Roselyne Bachelot - Frédéric Lopez - Roman Doduik - Lorène Vivier - François Sureau | 1 120 000                 | 19,3 %                 | [ 102 ]                |
| 27                     | 3 mai 2025             | - Nicolas Bedos - Anny Duperey - Louis Sarkozy - Mathieu Madénian - Anne Akrich - Axel Auriant | 1 180 000                 | 23,4 %                 | [ 103 ]                |
| 28                     | 10 mai 2025            | - Thierry Ardisson - Adriana Karembeu - Apolline de Malherbe - Suzane - Raphaël Pitti - Bill François | 1 150 000                 | 20,6 %                 | [ 104 ]                |
| 29                     | 24 mai 2025            | - Jarry - Amel Bent - Raphaël Quenard - Olivier Goy - Jacques Séguéla - Benoît Paire | 1 010 000                 | 17,1 %                 | [ 105 ]                |
| 30                     | 31 mai 2025            | - Michel Polnareff - Denis Brogniart - Camille Rowe - Tarek Boudali - Philippe Collin - Esther Abrami - Mila Smidt | 910 000                   | 8,6 %                  | [ 106 ]                |
| 31                     | 7 juin 2025            | - Nagui - Bruno Guillon - Valérie Bègue - Camille Cerf - Magali Ripoll - Yoann Riou - Marie-Pierre Planchon - Donovan Haessy - Julien Granel                                                                                     | 1 020 000                 | 19,3 %                 | [ 107 ]                |

Légende :
- Plus hauts chiffres d'audience
- Plus bas chiffres d'audience